# Arsenura ponderosa
Arsenura ponderosa är en fjärilsart som beskrevs av Rothschild 1895. Arsenura ponderosa ingår i släktet Arsenura och familjen påfågelsspinnare. Inga underarter finns listade i Catalogue of Life.